# کیانه (استان اشوی‌داشکسیه)
کیانه (به لهستانی: Kijany) یک منطقهٔ مسکونی در لهستان است که در گمینا بیستسه واقع شده‌است.